# Liste der denkmalgeschützten Objekte in Kematen am Innbach
Die Liste der denkmalgeschützten Objekte in Kematen am Innbach enthält die 5 denkmalgeschützten, unbeweglichen Objekte der Gemeinde Kematen am Innbach in Oberösterreich (Bezirk Grieskirchen).

## Denkmäler
| Foto |                 | Denkmal                                                                            | Standort                                      | Beschreibung | Metadaten |
| ---- | --------------- | ---------------------------------------------------------------------------------- | --------------------------------------------- | --- | --- |
| ja   | Datei hochladen | Kath. Filialkirche hl. Josef HERIS-ID: 52206 Objekt-ID: 58678                      | Innbachtalstraße 60, bei Standort KG: Kematen | Nach einem Brand wurde die 1727–1728 errichtete Kirche im Jahre 1826 erneuert. Sie hat ein einschiffiges zweijochiges Langhaus mit Stichkappentonnengewölbe. Zwei halbkreisförmige Nischen gehen in einen Fronbogen über an den der eingezogene Chor anschließt. Der Chor hat ein Joch, ein Stichkappentonnengewölbe und einen Dreiachtelschluss. Die Kirche ist im Stil der Neorenaissance eingerichtet. | BDA-Hist.: Q38049858 Status: § 2a Stand der BDA-Liste: 2025-06-30 Name: Kath. Filialkirche hl. Josef GstNr.: .109 Sankt Josef (Kematen am Innbach)                                          |
| ja   | Datei hochladen | Kath. Pfarrkirche Mariae Heimsuchung HERIS-ID: 52601 Objekt-ID: 59855              | Steinerkirchen 4 Standort KG: Steinerkirchen  | Das einschiffige dreijochige Langhaus ist netzrippengewölbt, das spätere nördliche Seitenschiff hat ein Kreuzgewölbe. Der dreijochige netzrippengewölbte Chor schließt mit einem Dreiachtelschluss. Der Westturm an der nördlichen Schiffecke trägt einen Spitzhelm. Die zweischiffige Orgelempore ist netzrippenunterwölbt. Das spätgotische Südportal hat eine netzrippengewölbte Vorhalle.             | BDA-Hist.: Q25930287 Status: § 2a Stand der BDA-Liste: 2025-06-30 Name: Kath. Pfarrkirche Mariae Heimsuchung GstNr.: .83 Pfarr- und Wallfahrtskirche Maria Rast (Steinerkirchen am Innbach) |
| ja   | Datei hochladen | Friedhof mit Mauernischen HERIS-ID: 80298 Objekt-ID: 94016                         | Steinerkirchen 4 Standort KG: Steinerkirchen  | | BDA-Hist.: Q38173243 Status: § 2a Stand der BDA-Liste: 2025-06-30 Name: Friedhof mit Mauernischen GstNr.: 1 Cemetery Steinerkirchen                                                         |
| ja   | Datei hochladen | Ehem. Pfarrhof Steinerkirchen/Hausstock und Mauer HERIS-ID: 44256 Objekt-ID: 45029 | Bubendorf 1 Standort KG: Straß                | Der alte Pfarrhof wird zurzeit von seinem Besitzer vollständig renoviert. Der frühere Zustand des Hausstocks und der Mauer sind nur mehr zu erahnen. | BDA-Hist.: Q38007820 Status: Bescheid Stand der BDA-Liste: 2025-06-30 Name: Ehem. Pfarrhof Steinerkirchen/Hausstock und Mauer GstNr.: .18                                                   |
| ja   | Datei hochladen | Kellergebäude des ehem. Pfarrhofs HERIS-ID: 52071 Objekt-ID: 58142                 | Bubendorf 5 Standort KG: Straß                | Das Objekt bestand aus einem Vorraum und einem Gewölbe. Das Gewölbe des Kellergebäudes ist 2002 eingestürzt. Die Ziegel wurden vom Besitzer gesichert und ein Wiederaufbau ist geplant. | BDA-Hist.: Q38049030 Status: Bescheid Stand der BDA-Liste: 2025-06-30 Name: Kellergebäude des ehem. Pfarrhofs GstNr.: 158/2                                                                 |